# خط ۶ متروی مادرید
خط ۶ متروی مادرید (انگلیسی: Line 6) یکی از خطوط متروی مادرید است که در سال ۱۹۷۹ تأسیس شده و دارای ۲۸ ایستگاه و  ۲۳٫۵ کیلومتر طول است.

## نگارخانه

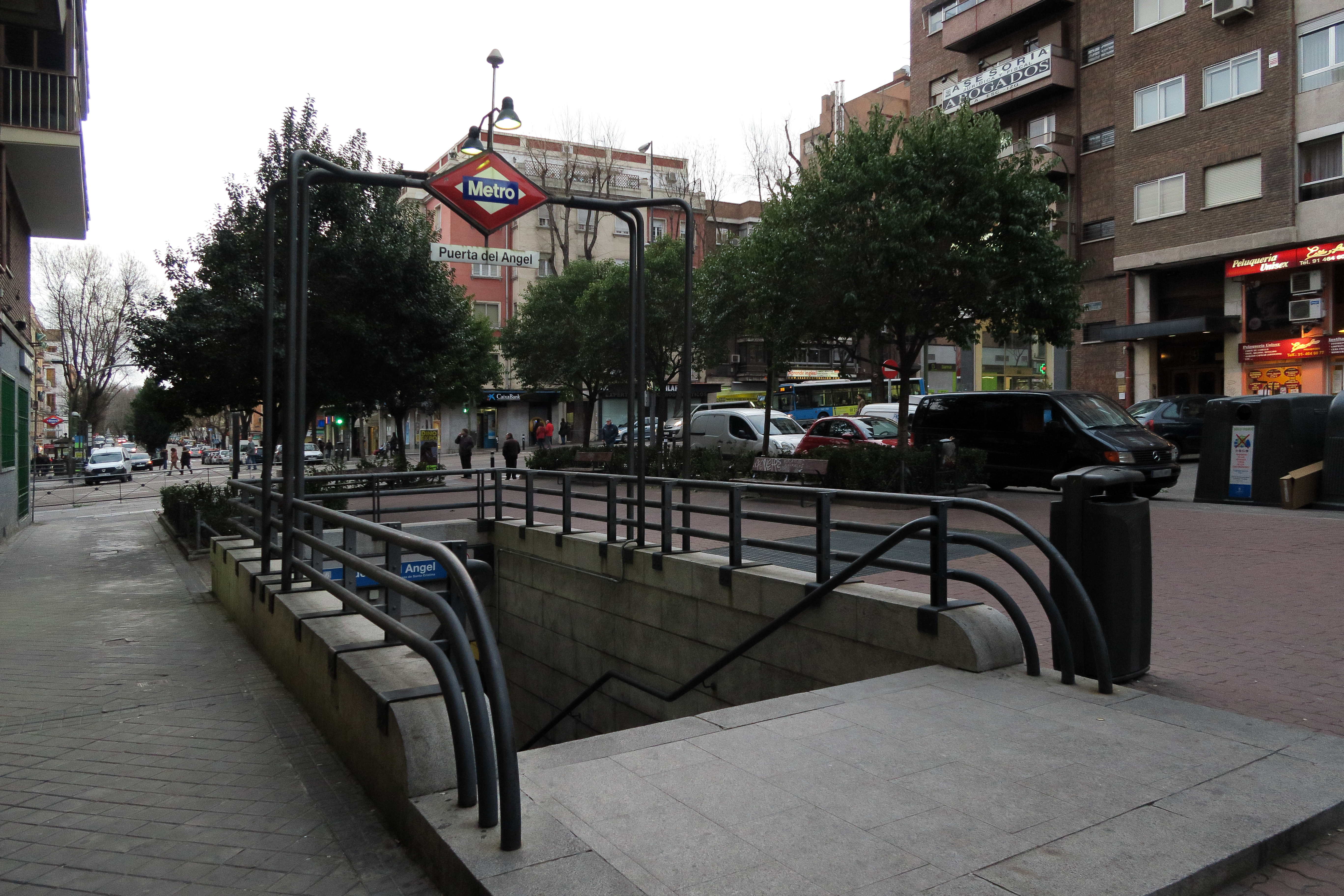
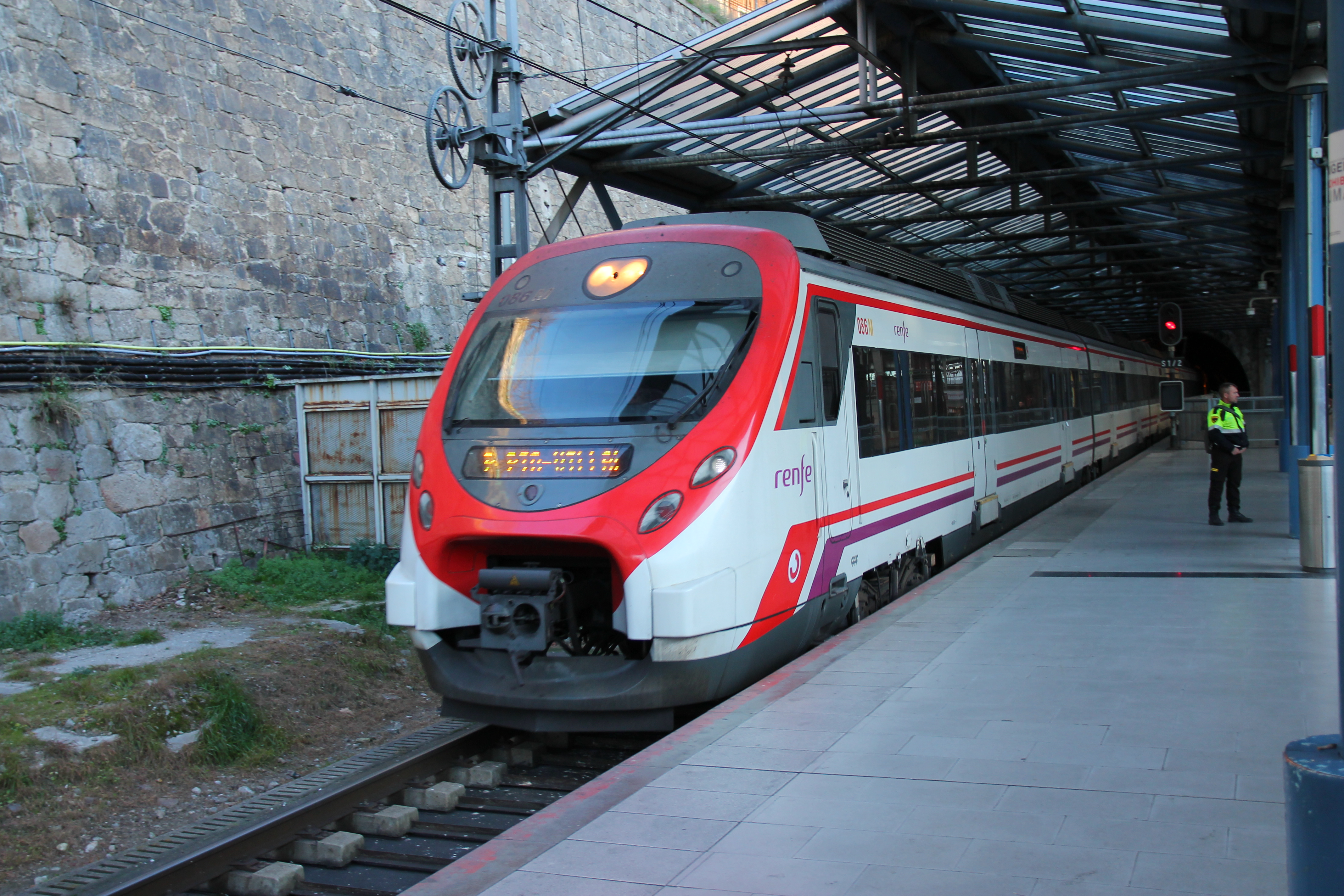
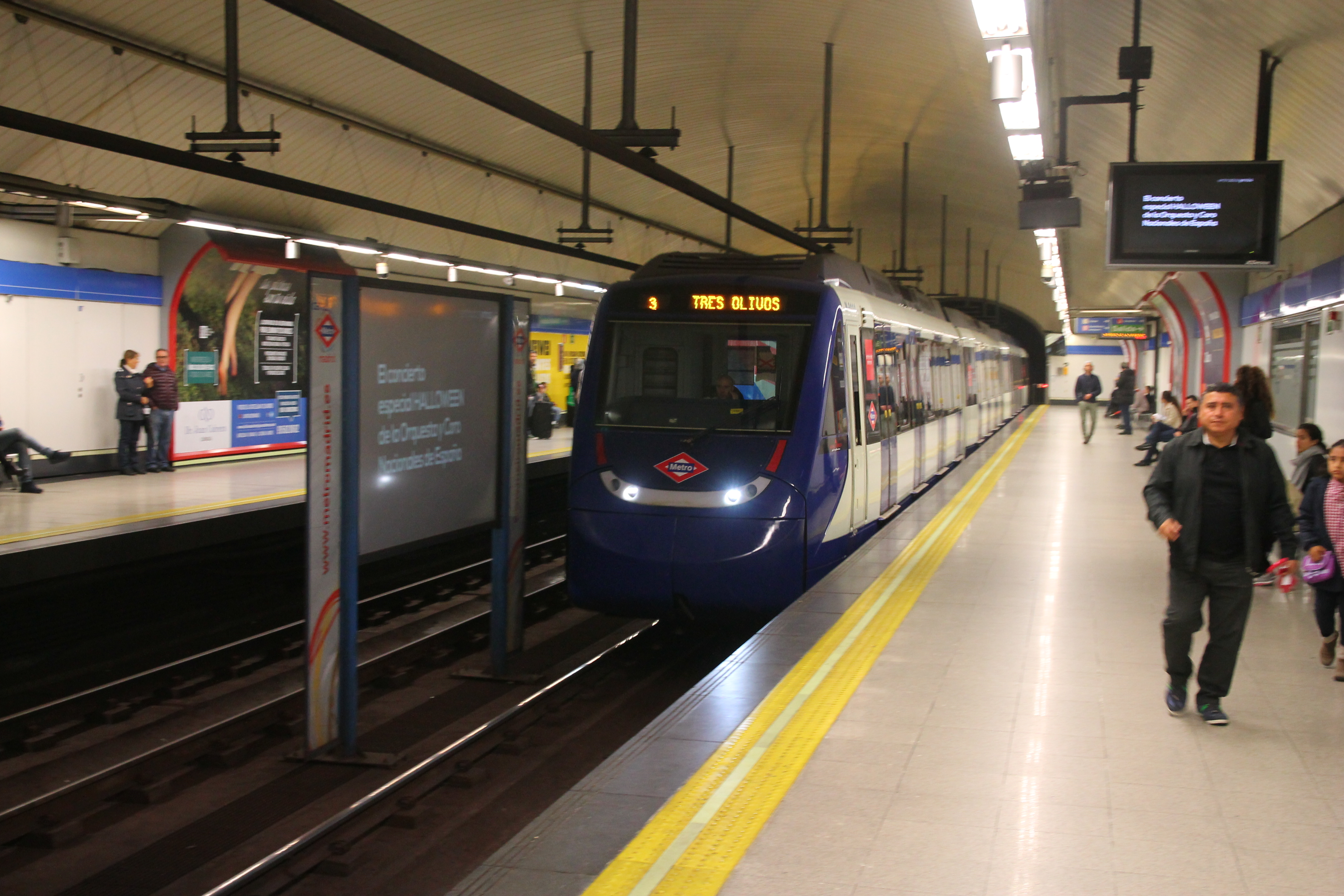
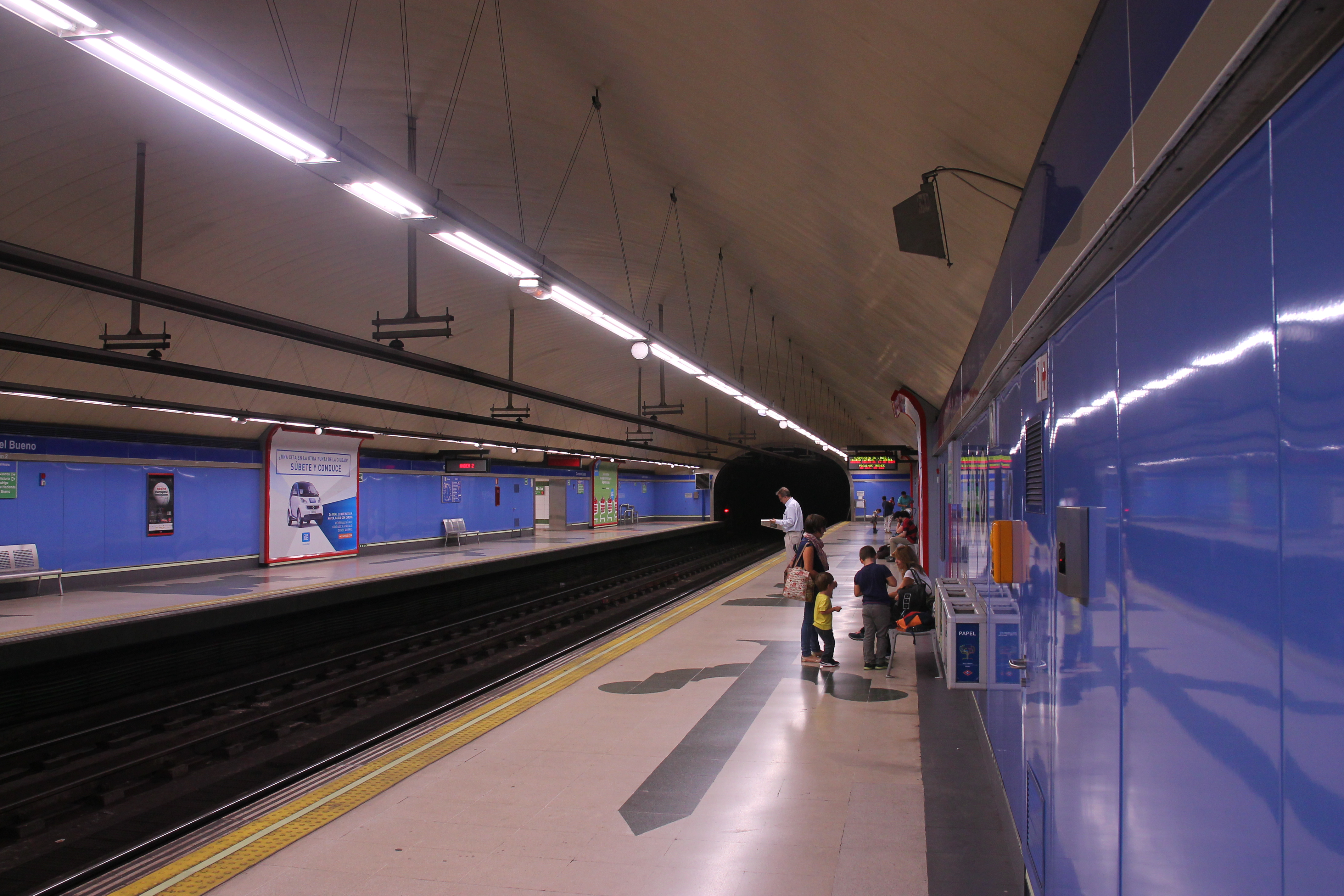